# Élisabeth Tanner
Élisabeth Tanner est une agente de comédiens et comédiennes française, née en 1957 à Alger en Algérie. Elle codirige l’agence Time Art qu'elle a fondée en 2015 après avoir travaillé 28 ans chez Artmedia et également présidente du Syndicat français des agents artistiques et littéraires (SFAAL).

## Biographie
Élisabeth Tanner est née en 1957 à Alger, en Algérie,. Elle commence sa carrière chez Olga Horstig-Prilmuz puis devient en 1987, assistante chez Artmedia. 
En 2015, elle fonde l’agence Time Art, emportant 240 talents d’Artmedia. Elle représente des actrices et acteurs aussi reconnus qu'Adèle Haenel, Sophie Marceau, Cécile de France, Nathalie Baye, Élodie Frenck, Anouk Aimée, Charles Berling, Hippolyte Girardot, Lou Doillon, ou encore Charlotte Rampling,. Elle est aussi présidente du Syndicat français des agents artistiques et littéraires,.
En 2015, elle inspire le rôle d’Andréa Martel, joué par Camille Cottin dans la série Dix pour cent. En janvier 2020, elle est à l’affiche du documentaire Pygmalionnes de Quentin Delcourt, qui donne la parole aux femmes du milieu du cinéma,. 
Elle est membre du collectif 50/50 qui a pour but de promouvoir l’égalité des femmes et des hommes et la diversité dans le cinéma et l’audiovisuel.